# Gerardo Delgado
Gerardo Delgado Sánchez (Callao, Perú, 9 de octubre de 1942) es un exfutbolista peruano. Jugaba en la posición de delantero y jugó en diversos equipos de Chile, Argentina, Ecuador y Estados Unidos. Comenzó su carrera en Deportivo Municipal.

## Biografía
Su último club registrado fue en las filas del CD Olmedo donde luego de su retiro pasaría a ejercer labores de secretario técnico y director deportivo. Según informe de la época también jugó en el futbol boliviano, pero no se encuentra el nombre del equipo que recobore esta información.
Se afincó en Estados Unidos hace tres décadas, donde laburaba de jefe de seguridad y posteriormente se dedicaría a entrenar a equipos de la provincia de New Jersey compaginando esta labor con la de ojeador para equipos como el New York Red Bulls y el Jersey Express S.C.

## Clubes
| Club                | País           | Año       |
| ------------------- | -------------- | --------- |
| Deportivo Municipal | Perú           | 1961-1962 |
| Sport Boys          | Perú           | 1963-1965 |
| Unión La Calera     | Chile          | 1966-1968 |
| Baltimore Bays      | Estados Unidos | 1969      |
| Xerez CD            | España         | 1969-1970 |
| CD Olmedo           | Ecuador        | 1971      |
| Liga de Portoviejo  | Ecuador        | 1972      |
| SD Aucas            | Ecuador        | 1973      |
| 9 de octubre        | Ecuador        | 1974-1975 |
| Litoral de la Paz   | Bolivia        | 1976      |
| All Boys            | Argentina      | 1977      |
| CD Olmedo           | Ecuador        | 1978      |